# Fère-en-Tardenois
Fère-en-Tardenois ist eine französische Gemeinde mit 2881 Einwohnern (Stand 1. Januar 2022) im Département Aisne in der Region Hauts-de-France; sie gehört zum Arrondissement Château-Thierry und zum Kommunalverband Région de Château-Thierry.

## Geografie
Die Gemeinde Fère-en-Tardenois liegt am Oberlauf des Ourcq, 23 Kilometer nordöstlich von Château-Thierry und etwa 40 Kilometer westlich von Reims.

## Geschichte

### Ereignisse
- Die Stadt wurde am 29. November 1579 vom protestantischen Heerführer Henri I. de Bourbon, prince de Condé erobert und im September 1580 von den königlichen Truppen nach einer Belagerung zurückgeholt.
- In der Ersten Marneschlacht 1914 und der Zweiten Marneschlacht 1918 war die Stadt Schauplatz heftiger Kämpfe.

### Herren von Fère-en-Tardenois
- André de Baudement, † 1142 (Haus Baudement)
- Guy de Baudement, † 1144
- Agnes de Baudement, † vor 1217, Gräfin von Braine etc., Ehefrau von
- Robert I. der Große, † 1188 Graf von Dreux (Stammliste der Kapetinger, Haus Frankreich-Dreux)
- Anne de Montmorency (1493–1567), Connétable von Frankreich, erhielt Fère als Geschenk des Königs Franz I. anlässlich seiner Hochzeit mit Luise von Savoyen

### Bevölkerungsentwicklung
| Jahr                       | 1962 | 1968 | 1975 | 1982 | 1990 | 1999 | 2006 | 2012 | 2021 |
| -------------------------- | ---- | ---- | ---- | ---- | ---- | ---- | ---- | ---- | ---- |
| Einwohner                  | 2419 | 2730 | 3012 | 3246 | 3168 | 3356 | 3313 | 3191 | 2925 |
| Quellen: Cassini und INSEE |      |      |      |      |      |      |      |      |      |

## Sehenswürdigkeiten

### Burg von Fère-en-Tardenois
Die Architektur der Zugangsbrücke ähnelt der im Schloss Chenonceau. Die Fundamente stammen aus dem 13. Jahrhundert
Die untere Etage diente als Durchgang, die obere Etage war dem gesellschaftlichen Leben vorbehalten. Der Donjon ist ein unregelmäßiges Siebeneck, das von sieben runden Türmen flankiert wurde, die der Herzog von Orléans 1779 zerstören ließ.
Das umgebende Jagdrevier ist 250 Hektar groß
Heute befindet sich innerhalb der Ruinen der Burg ein Luxushotel.

### Weitere Sehenswürdigkeiten
Auf dem Gebiet der Gemeinde befindet sich der Oise-Aisne American Cemetery, mit den Gräbern von 6012 im Ersten Weltkrieg gefallenen US-Soldaten einer der größten US-Soldatenfriedhöfe in Europa. Außerdem liegt in unmittelbarer Nähe der vier Grabfelder auch der sogenannte „Plot E“, ein Gräberfeld mit von der US-Militärjustiz im oder nach dem Zweiten Weltkrieg zum Tode verurteilten und hingerichteten Soldaten. Auf diesem Gräberfeld befinden sich keine Grabsteine, sondern nur kleine Grabplatten mit Ziffern für die 94 hingerichteten Soldaten. Über die Verbrechen der Soldaten und die Schicksale dahinter hat der US-amerikanische Autor Paul Johnson das Buch The Plot of Shame geschrieben.
- Markthalle (Monument historique)

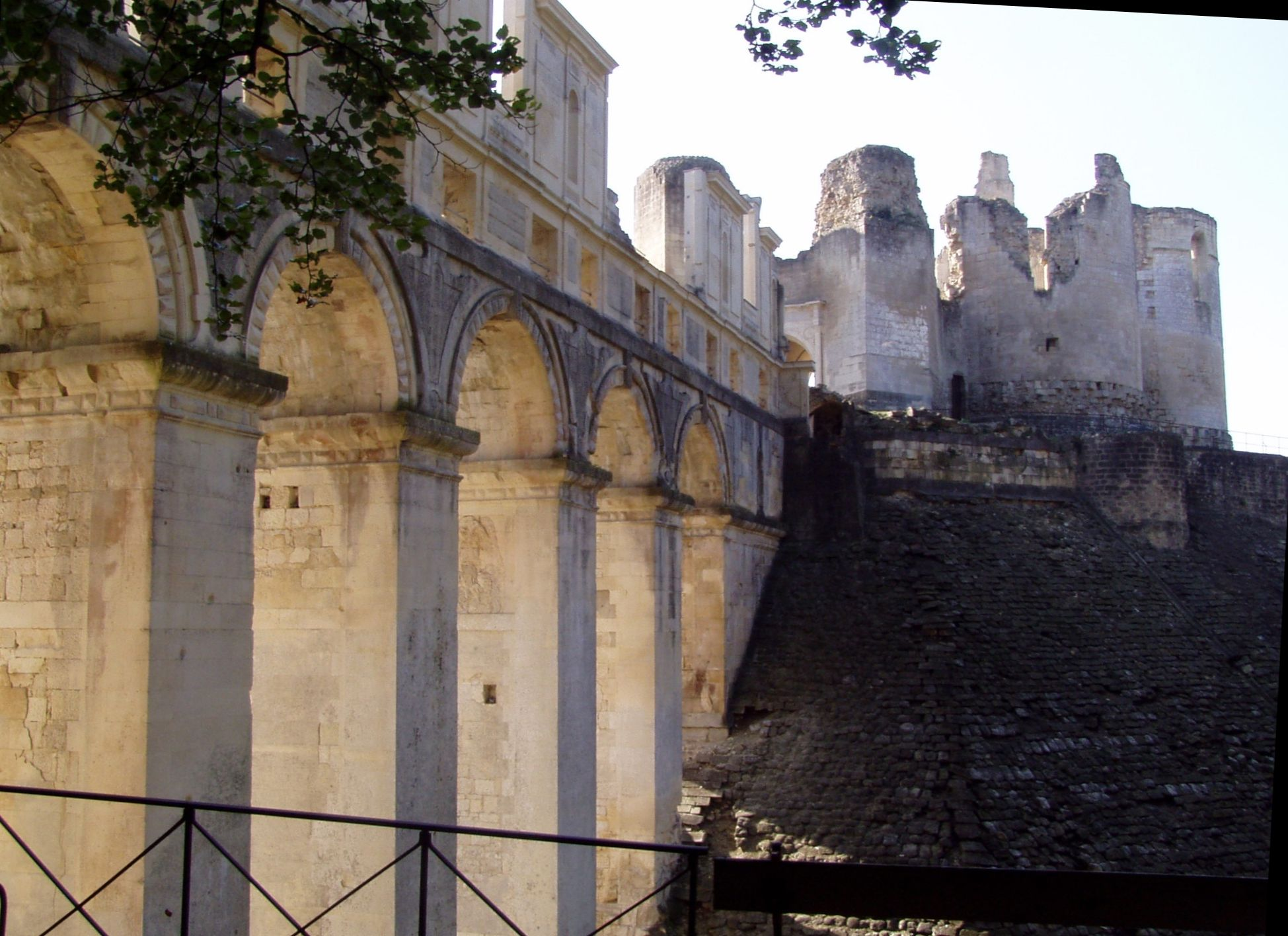
Burg
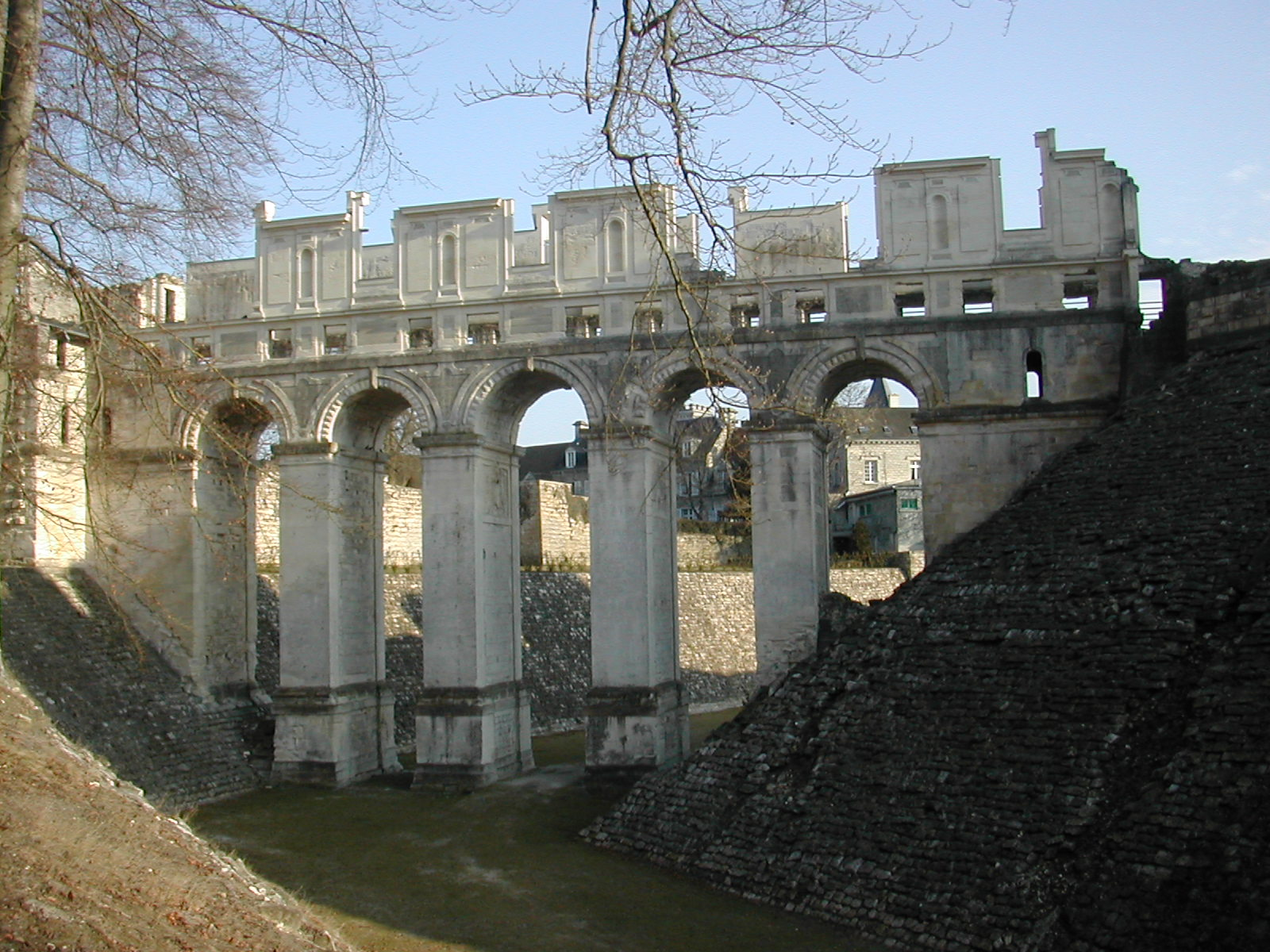
Burggraben
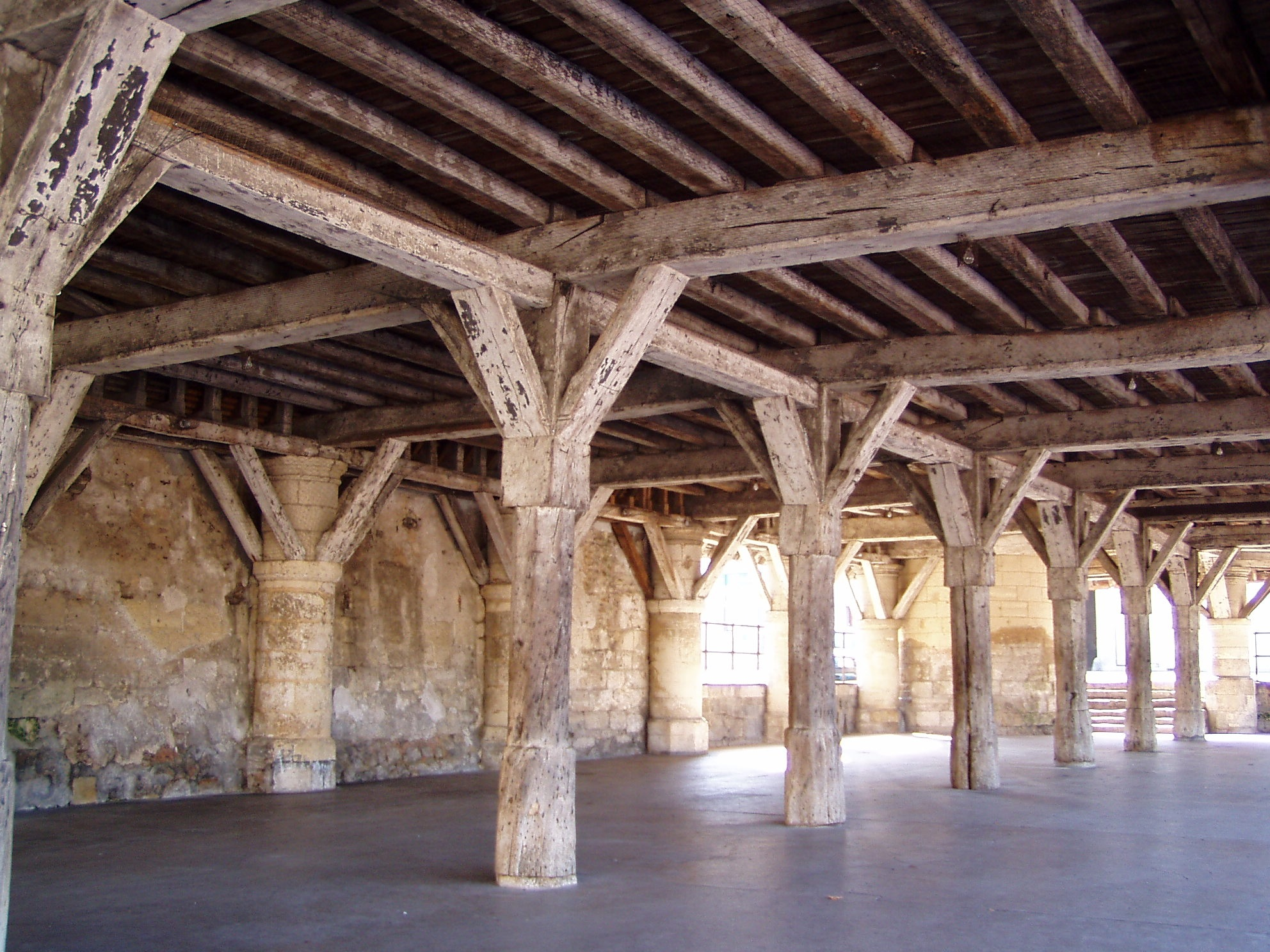
Ehemalige Markthalle
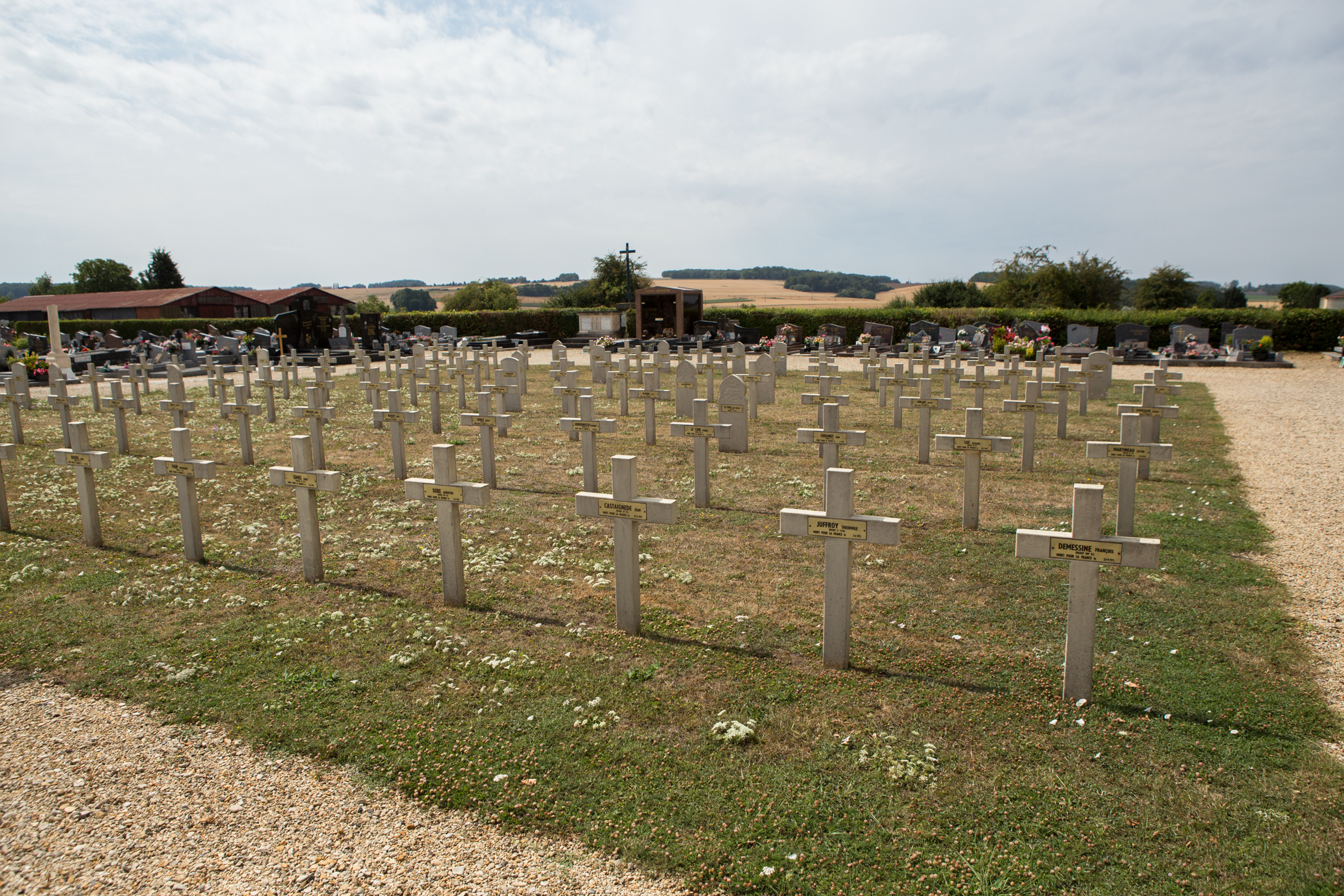
Soldatenfriedhof

## Städtepartnerschaft
Seit 1989 besteht eine Partnerschaft mit der bayerischen Stadt Wertingen.

## Persönlichkeiten
- Camille Claudel (1864–1943), Bildhauerin und Malerin, hier geboren